# Coeligena coeligena
Coeligena coeligena là một loài chim trong họ Trochilidae.